# 394

## Hlavy států
- Papež – Siricius (384–399)
- Římská říše – Theodosius I. (východ) (379–395), Eugenius (392–394) – uzurpátor na Západě
- Perská říše – Bahrám IV. (388–399)